# Lasiochlamys fasciculata
Espèce
Synonymes
- Xylosma fasciculata Guillaumin (basionyme)[1]

Lasiochlamys fasciculata est une espèce de plantes à fleurs de la famille des Salicaceae et du genre Lasiochlamys, endémique de Nouvelle-Calédonie. L'espèce est protégée.

## Description
C'est un arbuste de 3–8 m ; le tronc peut atteindre 20 cm de diamètre ; les rameaux sont couverts de lenticelles pustuleuses. Les feuilles sont un peu coriaces, elliptiques, un peu dissymétriques et subcordées à la base, un peu pointues au sommet ; le bord est entier ou peu crénelé.
Seules les fleurs femelles ont été vues, sur des inflorescences en fasicules de 3–8 fleurs sur les rameaux. Les fruits sont globuleux, d'abord blancs puis rouges à maturité ; ils contiennent 3 à 5 graines. La floraison et la fructification se déroulent en octobre-novembre.

## Habitat et répartition
Cette espèce a été récoltée sur la Grande Terre (Nouvelle-Calédonie) dans les régions de Canala, Ponérihouen (Aoupinié) et le Haut Diahot (Tendé). Elle pousse en sous-bois de la forêt dense, humide, sur schistes et micaschistes.

## Publication originale
- (en) H. Sleumer, « A concise revision of the Flacourtiaceae of New Caledonia anf the Loyalty Islands », Blumea: Biodiversity, Evolution and Biogeography of Plants, vol. 22, no 1,‎ 1er janvier 1974, p. 127 (ISSN 2212-1676, lire en ligne, consulté le 8 janvier 2021)